# Xã Prairie, Quận White, Indiana
Xã Prairie (tiếng Anh: Prairie Township) là một xã thuộc quận White, tiểu bang Indiana, Hoa Kỳ. Năm 2010, dân số của xã này là 3.180 người.